# Гридин, Дмитрий Алексеевич
Дмитрий Алексеевич Гридин (1911—1993) — капитан Советской Армии, участник Великой Отечественной войны, Герой Советского Союза (1944)

## Биография
Дмитрий Гридин родился 22 ноября 1911 года в селе Медвежье (ныне — Красногвардейское Красногвардейского района Ставропольского края) в крестьянской семье. Окончил начальную школу, затем был рабочим одного из местных заводов. В 1933 году Гридин был призван на службу в Рабоче-крестьянскую Красную Армию. В 1935 году он окончил полковую школу, в 1936 году — курсы младших лейтенантов. С сентября 1941 года — на фронтах Великой Отечественной войны. К сентябрю 1943 года гвардии старший лейтенант Дмитрий Гридин командовал батареей 154-го гвардейского артиллерийского полка 76-й гвардейской стрелковой дивизии 61-й армии Центрального фронта. Отличился во время освобождения Черниговской области и битвы за Днепр.
21 сентября 1943 года батарея Гридина отразила две немецкие контратаки в районе хутора Толстолес к северо-востоку от Чернигова. Преследуя отходящего противника, она уничтожила немецкую артиллерийскую батарею в селе Должик Черниговского района. 29 сентября 1943 года батарея обеспечила переправу через Днепр стрелкового полка, а затем и сама на подручных средствах переправилась в районе села Мысы Репкинского района и вступила в бой с противником на плацдарме.
Указом Президиума Верховного Совета СССР «О присвоении звания Героя Советского Союза генералам, офицерскому, сержантскому и рядовому составу Красной Армии» от 15 января 1944 года за «образцовое выполнение боевых заданий командования по форсированию реки Днепр и проявленные при этом мужество и героизм» гвардии старший лейтенант Дмитрий Гридин был удостоен высокого звания Героя Советского Союза с вручением ордена Ленина и медали «Золотая Звезда».
Участник Парада Победы на Красной площади Москвы 24 июня 1945 года.
В 1946 году в звании капитана Гридин был уволен в запас. Проживал в городе Георгиевске Ставропольского края. В 1946—1948 годах он был начальником автобазы, в 1948—1952 годах — командиром полувоенной автомобильной роты № 5, в 1953—1957 годах — заместителем председателя колхоза «Советская Россия». Занимался общественной деятельностью. Умер 24 июля 1993 года.
В честь Гридина Георгиевске на доме, где он проживал (ул. Луначарского, 23), установлена мемориальная доска.